# 趙崇祚
趙崇祚，字宏基，五代後蜀人，生卒年不詳。在後蜀皇帝孟昶時期擔任衛尉少卿。編有《花間集》一書，收晚唐、五代詞十八家共五百首，為最早的詞集。